# Fairview (ville de fiction)
Pour les articles homonymes, voir Fairview.
 (avril 2024).
Si vous disposez d'ouvrages ou d'articles de référence ou si vous connaissez des sites web de qualité traitant du thème abordé ici, merci de compléter l'article en donnant les références utiles à sa vérifiabilité et en les liant à la section « Notes et références ».
Fairview est une ville fictive des États-Unis au sein de laquelle se trouve la célèbre rue de Wisteria Lane, où se situe l'action du feuilleton Desperate Housewives.
L'État et le comté, tout aussi imaginaires, auxquels la ville appartient sont respectivement l'Eagle State (« État de l'Aigle ») et le comté de Fairview.
La ville et Wisteria Lane incarnent l'image clichée des quartiers de banlieue aisée idylliques américains: ville insituable et déracinée, elle se fait symbole du modèle américain.

## Histoire
La ville de Fairview a été fondée par Edward Sibley, connu pour ses activités de contrebande, sa réputation de coureur de jupons et de voleur de chevaux. 
Dans la saison 3, l'intrigue de la série s'attarde sur la vie politique de la ville, notamment par les élections municipales : le maire sortant est alors Mayor Johnson, par la suite supplanté par Victor Lang, époux de Gabrielle Solis. Dans l'épisode 10 de la septième saison, on apprend que le nouveau maire est Harold Franklin.
Plusieurs évènements, au cours de la série, marquent la ville, parmi lesquels : une prise d'otage dans un supermarché, une tornade,…

### Importance de la ville
On peut supposer que la ville est assez importante, même si Mike Delfino dit le contraire : en effet, il s'y trouve plusieurs supermarchés, un grand parc, d'importantes écoles, un aéroport… On peut y ajouter aussi des restaurants, cafés, boîtes de nuit, cinémas, etc. Au cours de la saison 4, on apprend que Fairview comporte une zone portuaire, et que des bateaux y sont enregistrés.

## Géographie fictive

### Situation de Fairview
Géographiquement, dans la saison 3, l'ex-mari d'Edie Britt précise que Fairview est à « quatre heures d'avion » de Boston, sachant que Boston se situe au Nord des États-Unis, sur la côte Est. Dans la deuxième saison, Lynette, qui s'apprête à suivre Tom à Atlantic City (située à 1 h d'avion au sud de Boston), parle de le « suivre à l'autre bout du pays ».
Dans la sixième saison, Bree s'apprête à écrire un nouveau livre de cuisine, dont les recettes sont uniquement « locales ». En revenant de chez son éditeur, elle rapporte que ce dernier est enthousiaste pour ce livre de « cuisine du sud ». Dans la même saison (ainsi que dans la troisième saison - épisode 10), la période de Noël se passe sur des pelouses verdoyantes, sous un soleil rayonnant et sans que les personnages ne portent de manteaux, permettant ainsi de réduire la latitude sous laquelle la ville est située. Dans la troisième saison (premier épisode), il est précisé qu'il pleut rarement à Fairview.
Dans la septième saison, une scène représente des amateurs de reconstitution historique de la guerre de Sécession déguisés en soldats confédérés. L'un des soldats prévient que les « Nordistes risquent de se replier dans le Maryland » ; or, le Maryland a quatre états voisins : la Pennsylvanie au nord, la Virginie-Occidentale à l'ouest, la Virginie au sud et au sud-ouest, et le Delaware à l'est.
Le Noël de Fairview dans la saison 6 se déroule sur des pelouses verdoyantes et sous le soleil. 
Ces indices positionnent la ville dans le Sud américain.

### Villes voisines
Plusieurs autres villes, fictives elles aussi, sont mentionnées tout au long de la série. C'est le cas de Greendale, Lakeview, Mount Pleasant, Oakdale, Riverton, Rockwater, ou encore Torch Lake

## Lieux notables

### Restaurant, bars et clubs
- Chez Naomi : restaurant local dont la spécialité est le soufflé au chocolat. C'est le restaurant dans lequel Edie Britt pensait que Karl Mayer allait la demander en mariage durant la saison 2.
- Chez Scavo : pizzeria tenue par Tom et Lynette dans les saisons 3 et 4.
- Cofee Cup : Café de Fairview où, dans la saison 6, Emily Portsmith est étranglée par Edie Orlofsky, qui y a travaillé ainsi que Danny Bolen.
- Country-club de Fairview (Fairview Coutry Club): club de détente où la bourgeoisie de Fairview se retrouve pour pratiquer du sport ou manger entre amis au restaurant.
- Double D's : club de strip-tease dont Karl Mayer possède la moitié des parts, parts dont hérite Susan Mayer. C'est là que travaille Robin qui aura avec Katherine une liaison.
- End Zone : restaurant-grill dans lequel Susan et Edie se battent contre des serveuses vêtues de tenues de sportifs.
- Leonardo's Bar & Grill : restaurant italien avec chanteur d'opéra où Bree s'enivre dans un épisode de la saison 3.
- O'Donnell's : un bar-club dans lequel Lynette et sa supérieur Nina Fletcher se rendaient pour que Nina se trouve un petit ami dans la saison 2.
- Topsy Turvey : strip-club où se rend Andrew avec ses amis dans la saison 1.
- Temptation : strip-club non loin de Fairview dans la saison 2.
- The White Horse : bar-club appartenant à Warren Schilling. Il brûle dans la saison 5, après le concours de Rock. Dave Williams est l'incendiaire.

### Commerces
- Baby Land : magasin d'articles pour enfants nourrissons. Gabrielle Solis y achète des vêtements pour son bébé à venir ici dans la saison 2.
- Beacon Street Pharmacy : pharmacie où travaillait George Williams.
- Cumberly's : grande enseigne de vêtements de luxe où Gabrielle Solis travaille comme conseillère vestimentaire lors de la saison 8.
- The Enchanted Florist : boutique de fleurs. Dans la saison 3, le propriétaire du magasin est enfermé par Gabrielle Solis dans un réfrigérateur le temps qu'elle retrouve qui lui a envoyé des fleurs.
- Fairview Mall
- Field's Market : magasin où il y a eu lieu la prise d'otages entraînant la mort de Nora Huntington et Carolyn Bigsby dans la saison 3.
- 5th Ave Beauty Salon : un salon de beauté.
- The Hamper Dry Cleaners : un pressing.
- Linder Woodworking : ébénisterie de Brian Linder située à Mount Pleasant ayant fabriqué le coffre à jouet de Zachary Young dans lequel Paul cache un cadavre.
- Madame Kim's Day Spa : salon de beauté.
- McMay's : grand magasin où Bree se fait renfermer alors qu'elle dormait ivre dans une cabine.
- Miss Charlotte :  temple de la poupée dans lequel Gabrielle achète sa poupée (Princesse Valérie) dans la saison 7.
- Prudy's Feed Store (3e et Sutherland) : magasin de vente d'aliments pour animaux tenu par Addison Prudy, le père biologique de Susan Mayer, dans la saison 2.
- Siesta King : magasin de matelas dans lequel Gabrielle sert de modèle durant la saison 1.

### Institutions de la ville et du comté de Fairview
- Chambre de commerce de Fairview (Fairview Chamber of Commerce) : Bree y reçoit un prix grâce au succès de son livre de recettes et de son entreprise de traiteur.
- Fairview Police Department (157 N. Main St., Fairview, ES 29102 • Indicatif régional : 456) : police du conté de Fairview. L'adresse est visible sur l'affiche signalant la disparition de Martha Huber.
- Fairview Post Office : service de Poste.
- Prison du conté de Fairview (Fairview County Jail) : prison dans laquelle sont détenus Carlos Solis dans la saison 2 et Paul Young à partir de la saison 7.
- Tribunal du comté de Fairview (Fairview County Courthouse) : tribunal où est jugé Carlos dans la saison 1.

### Écoles
- Barcliff Academy : école privée prestigieuse dans laquelle sont allés Andrew et Danielle Van de Kamp et les jumeaux Scavo (saisons 1 à 4).
- Fairview High School : lycée de la ville. Le Fairview Junior League accueille une présentation annuelle au Brettanion Hotel dans la saison 2. Leur équipe s'appelle les Fairview Hornets.
- Oakridge Academy : école privée dans laquelle sont allés MJ Delfino et Juanita Solis.

### Entreprises
- Bree Van De Kamp Catering Business : entreprise de traiteur développée par Bree Van de Kamp en collaboration avec Katherine Mayfair. L'entreprise a pour siège un atelier construit à côté de la maison de Bree et un bureau aménagé à l'étage de l'atelier. Andrew et Orson y ont travaillé un moment. Après le renvoi de Katherine, Bree emploie le fils que Rex a eu d'une précédente liaison et lui cédera l'entreprise à la suite d'un chantage.
- Cliffside Cable : compagnie du câble chargée de faire de la maintenance à domicile.
- Continental Overnight : compagnie maritime dont on voit une publicité dans la saison 2.
- Dorset Security Company : entreprise de surveillance et de sécurité du domicile. Dans la saison 2, Susan Mayer installe une pancarte de cette entreprise devant sa maison afin de faire croire qu'elle est protégée contre les intrus.
- Drop Ship : société maritime s'apparentant à UPS dans la saison 2.
- Fairview Construction Company
- Fairview Movers : entreprise qui se charge du déménagement des Applewhite à la fin de la saison 1. Dans la saison 2, on voit leur site internet www.fairviewmovers.com.
- Fairview U Move : entreprise qui se charge du déménagement des Applewhite à la fin de la saison 2.
- Gable and Thompson Construction Company : entreprise prenant part dans la construction de la maison d'Edie Britt dans la saison 1.
- Haft's Detective Agency : agence de détectives où travaille Jerry Shaw. Paul Young et Susan Mayer lui font appel pour des enquêtes dans la saison 1.
- Johnson Real Estate : agence immobilière qui vend une maison à Georges Williams dans la saison 1 et à Angie Bolen dans la saison 6.
- Parcher & Murphy Advertisement Agency : agence de publicité dans laquelle Lynette et Tom Scavo travaillaient dans la saison 2 avant l'ouverture de leur pizzeria.
- Price Warehouse
- Zimms Advertisement Agency : agence de publicité rivale de Parcher & Murphy.

### Cliniques et hôpitaux
- Fairview Fertility Clinic : Gabrielle Solis s'y rend pour obtenir un enfant par insémination artificielle.
- Fairview Meadows Psychiatric Hospital : hôpital psychiatrique. Bree demande à s'y faire interner à la fin de la saison 2 mais s'en échappe sous les yeux d'Orson venu visiter un résident. Caleb Applewhite y est interné dans la saison 2.
- Fairview Memorial Hospital (300 Main Road) : hôpital général de Fairview dans lequel les personnages de la série sont pour ainsi dire tous passés.
- Hôpital du Sacré Cœur (Sacred Heart Hospital) : Juanita « Mama » Solis y est soignée et y meurt dans la saison 1.
- Silvercrest Juvenile Rehabilitation Center : clinique pédo-psychiatrique où est interné Zachary dans la saison 1.

### Presse
- Fairview Herald : journal local.
- Mount Pleasant Gazette : journal de la ville voisine fondé en 1876.

### Autres
- Aéroport de Fairview (Fairview Airport) : on peut imaginer que Fairview possède un aéroport puisque, dans la saison 5, le docteur Heller demande « une place sur le prochain vol pour Fairview » pour y retrouver Dave Williams. Dans la saison 8, Gabrielle Solis détourne une navette se rendant à l'aéroport afin d'amener le père Crowley auprès de Carlos.
- L'angle de la 9e et de Foster : endroit mal fréquenté rempli de prostituées dans la première saison.
- Brettanion Hotel : hôtel luxueux en centre-ville dans lequel George Williams meurt accidentellement d'une overdose médicamenteuse dans la saison 2 alors qu'un gala de charité auquel Bree participe se tient dans une des salles.
- Fairview Club : club huppé dans lequel Victor Lang doit se faire remettre une médaille dans la Saison 3.
- Fairview Towers : complexe de plusieurs appartements dans lequel Orson Hodge vit dans la saison 4 quand Bree le somme de quitter la maison.
- Mount Pleasant Wedding Chapel : église de Mount Pleasant célébrant des mariages rapidement.
- Valley View Park : parc où les nourrices de Fairview promènent les enfants dont elles s'occupent. On dit qu'on peut y trouver les meilleurs nourrices de la ville.
- Sunny Pastures Retirement Home : maison de retraite.
- China Town : dans la troisième saison (épisode 1), Carlos et Gabriel se rendent dans le quartier chinois de la ville à la recherche de Xiao Mei.